# Non è un addio/Kirsh
Non è un addio/Kirsh è il primo 45 giri del cantante pugliese Fabio, uno dei cantanti di punta dell'etichetta milanese Bentler

## Il disco
Dopo la vittoria in un concorso canoro nella sua regione d'origine, la Puglia, Fabio Degli Schiavoni viene messo sotto contratto dalla Bentler, ed alla fine del 1967 debutta con il suo primo 45 giri; delle due canzoni, Non è un addio (scritta da Nino Cataldi per il testo e da Raffaele Pintucci e Barimar, pseudonimo del maestro Mario Barigazzi per la musica) è quella che viene presentata in televisione in vari programmi tra i quali Settevoci, condotto da Pippo Baudo.
Il brano sul lato B, Kirsh, è scritto dagli stessi autori di Non è un addio.
Barimar cura anche gli arrangiamenti delle due canzoni, mentre le edizioni musicali sono curate dal Gruppo editoriale Guerrini.